# パワーズ・ブース
パワーズ・アレン・ブース（Powers Allen Boothe、1948年6月1日 - 2017年5月14日）は、アメリカ合衆国の俳優、声優。権力者や軍人、政府機関職員や聖職者などを演じることが多い。また、低く太いしゃがれ声が特徴で、その声を活かして声優としても活動している。女優のパリス・ブースは娘。
1980年、『Guyana Tragedy: The Story of Jim Jones』のジム・ジョーンズ役でエミー賞を受賞し、『Deadwood 』のCy Tolliver 役、『トゥームストーン』のカーリー・ビル役、『24 -TWENTY FOUR-』のノア・ダニエルズ副大統領役などで出演し、また『DC animated universe 』の Gorilla Grodd 役の声優業も行っている。ABCのドラマ『ナッシュビル』にも出演していた。

## 生い立ち
1948年（1949年とする資料もある）にアメリカ合衆国テキサス州スカリー郡スナイダーの農家に父メリル・ヴェストル・ブースと母エミリー・キャスリン・リーヴスの間に生まれる。
ロサンゼルスに住み、競走馬クォーターホースを育てていた。サンマルコスのテキサス州立大学（当時の南西テキサス州立大学）に入学し、社交クラブ「Lambda Chi Alpha」に参加し、卒業後ダラスの南メソジスト大学の大学院で1972年に美術学修士号を取得。

## キャリア
大学を卒業後、レパートリー・シアターのオレゴン・シェイクスピア・フェスティバルに参加し、『ヘンリー四世 第2部』のヘンリー4世役、『トロイラスとクレシダ』などに出演。1974年、リンカーン・センター製作の『リチャード三世』でニューヨークデビュー。5年後、ジェイムス・マクルア作『Lone Star 』独り舞台の主演でブロードウェイデビュー。1977年の『グッバイガール』の端役で映画デビュー。
1980年にCBSで放送されたテレビ映画『Guyana Tragedy: The Story of Jim Jones』で、カルト教団の狂った教祖ジム・ジョーンズ役を演じたことで批評家の賞賛を得て、全米に知られるようになった。『タイム』誌は「驚くべき無類の演技であった。パワーズ・ブースという若い俳優は、カリスマであり悪の『父』であるジム・ジョーンズを見事に演じきった。」と評した。ヘンリー・フォンダ、ジェイソン・ロバーズを抑えてプライムタイム・エミー賞主演男優賞（ミニシリーズ/テレビ映画部門）を受賞。1980年秋、映画俳優組合がストライキに入り、彼は第32回プライムタイム・エミー賞のピケラインを越えて出席した唯一の俳優であった。当時彼は「これは私の経歴にとって栄光になるか、汚点になるかのどちらかだ」と語った。
1987年、彼はチャリティ・イベントのセレブリティ・ゴルフ・チャレンジに参加し、490ヤードを飛ばすという記録を打ち出した。ゴールデン・パンプキン賞を受賞したが、スケジュールの都合により直接受賞はできなかった。
1980年代、HBOの『私立探偵フィリップ・マーロウ』で、それまでハンフリー・ボガートをはじめとする有名俳優らが演じて来たフィリップ・マーロウ役に挑戦。また映画『サザン・コンフォート/ブラボー小隊 恐怖の脱出』、『孤高の戦士』、『若き勇者たち』、『エメラルド・フォレスト』、『トゥームストーン』、オリバー・ストーン監督『ニクソン』（大統領首席補佐官アレクサンダー・ヘイグ役）、『サドン・デス』、『Uターン』、『ダブルボーダー』や、HBOの映画『Into The Homeland』、『By Dawn's Early Light』にも出演。1990年、CBSのテレビ映画『Family of Spies』に出演し、アメリカ海軍士官の反逆者ジョン・ウォーカーを演じた。また『トゥームストーン』ではカーリー・ビル役、『ブルースカイ』では陸軍士官(アカデミー賞主演女優賞を獲得したジェシカ・ラングの相手役)を演じている。
2001年、テレビドラマ『Attila』でフン族の人質であった西ローマ帝国末期の将軍フラウィウス・アエティウスを演じた。またHBOの『デッドウッド 〜銃とSEXとワイルドタウン』で売春宿のオーナーCy Tolliver役、映画『シン・シティ』で怪しげなロアーク上院議員役を演じた。2005年のゲーム『Area 51』や、『ジャスティス・リーグ』および『Justice League Unlimited』のテレパシーが使える超悪玉 Gorilla Grodd（ゴリラ・グロッド） の声を担当している。2008年のゲーム『テュロック』でも悪人ケイン役の声を演じている。
『24 -TWENTY FOUR-』にスペシャル・ゲストとしてノア・ダニエルズ副大統領役で出演。第7シーズンの前に放送された『24 リデンプション』で再演。副大統領を演じた直後、『若き勇者たち』でF-15のパイロットを演じ、副大統領専用機エア・フォース2から降りるシーンを演じた。2008年3月、大統領選挙で上院議員のジョン・マケインのテレビでのキャンペーン・コマーシャルのナレーターを務めた。また彼は友人であり仕事仲間でもある俳優のバック・テイラーの西部絵画を含む芸術品のコレクションを趣味にしている。
2012年、ジョス・ウィードン監督の映画『アベンジャーズ』の世界安全保障理事会の1人を演じた。またABCのドラマ『ナッシュビル』にラマー・ワイアット役で出演している。さらにデンマークの IO Interactive により開発されたゲーム『Hitman: Absolution』のキャラクター、ベンジャミン・トラヴィス役で声の出演をしている。
2017年5月14日に急死、寝ている間に自然死したと発表された。

## 主な出演作品
| 公開年    | 邦題 原題                                                     | 役名                                 | 備考                                                                         |
| --------- | ------------------------------------------------------------- | ------------------------------------ | ---------------------------------------------------------------------------- |
| 1977      | グッバイガール The Goodbye Girl                               |                                      |                                                                              |
| 1980      | クルージング Cruising                                         |                                      |                                                                              |
| 1980      | オレゴンの黒い日 The Plutonium Incident                       | ディック・ホーキンス                 | テレビ映画                                                                   |
| 1980      | ガイアナ人民寺院の惨劇 Guyana Tragedy: The Story of Jim Jones | ジム・ジョーンズ                     | テレビ映画 プライムタイム・エミー賞主演男優賞（ミニシリーズ/テレビ映画部門） |
| 1981      | サザン・コンフォート/ブラボー小隊 恐怖の脱出 Southern Comfort | ハーディン                           |                                                                              |
| 1983-1986 | 私立探偵フィリップ・マーロウ Philip Marlowe, Private Eye      | フィリップ・マーロウ                 | 11エピソードに出演                                                           |
| 1984      | 孤高の戦士 A Breed Apart                                      | マイク・ウォーカー                   |                                                                              |
| 1984      | 若き勇者たち Red Dawn                                         | アンディ・タナー中佐                 |                                                                              |
| 1985      | エメラルド・フォレスト The Emerald Forest                     | ビル・マーカム                       |                                                                              |
| 1987      | ダブルボーダー Extreme Prejudice                              | キャッシュ・ベイリー                 |                                                                              |
| 1987      | 殺意の大地 Into the Homeland                                  | ジャクソン・スワロウ                 | テレビ映画                                                                   |
| 1990      | シークレット・サブマリン Family of Spies                      | ジョン・A・ウォーカーJr              | テレビ映画                                                                   |
| 1990      | ラスト・カウントダウン/大統領の選択 By Dawn's Early Light     | キャシディ                           | テレビ映画                                                                   |
| 1992      | ラピッド・ファイアー Rapid Fire                               | メイス・ライアン                     |                                                                              |
| 1992      | ワイルド・カード Wild Card                                    | 伝道師                               | テレビ映画                                                                   |
| 1993      | 刑事メース/囚人捜査官 Marked for Murder                       | Mace 'Sandman' Moutron               | テレビ映画                                                                   |
| 1993      | トゥームストーン Tombstone                                    | カーリー・ビル                       |                                                                              |
| 1994      | ブルースカイ Blue Sky                                         | ヴィンス・ジョンソン                 |                                                                              |
| 1995      | バイオ・スピーシーズ/新生命体誕生 Mutant Species              | フォレスト                           |                                                                              |
| 1995      | サドン・デス Sudden Death                                     | ジョシュア・フォス                   |                                                                              |
| 1995      | ニクソン Nixon                                                | アレクサンダー・ヘイグ               |                                                                              |
| 1997      | ロード・トゥ・ヘブン True Women                               | Bartlett McClure                     | テレビ映画                                                                   |
| 1997      | Uターン U Turn                                                | ポター保安官                         |                                                                              |
| 1998      | THE SPREE/ボディ・パッション The Spree                        | ブラム・ハッチャー                   | テレビ映画                                                                   |
| 1999      | ヴァージン・ブレイド Joan of Arc                              | ジャック・ダルク                     | テレビ映画                                                                   |
| 1999      | 情熱の迷走 A Crime of Passion                                 | ベン・ピアース博士                   | テレビ映画                                                                   |
| 2000      | ザ・ダイバー Men of Honor                                     | プルマン                             |                                                                              |
| 2001      | 騎馬大王アッティラ/平原の支配者 Attila                        | アエティウス                         | テレビ映画                                                                   |
| 2002      | フレイルティー 妄執 Frailty                                   | ウェズリー・ドイルFBI捜査官          |                                                                              |
| 2003      | インプット -記憶- Second Nature                               | ケルトン・リード                     | テレビ映画                                                                   |
| 2004-2006 | デッドウッド 〜銃とSEXとワイルドタウン Deadwood               | Cy Tolliver                          | テレビシリーズ、34エピソードに出演                                           |
| 2005      | シン・シティ Sin City                                         | ロアーク上院議員                     |                                                                              |
| 2007      | 24 -TWENTY FOUR- 24                                           | ノア・ダニエルズ副大統領             | テレビシリーズ、シーズン6の14エピソードに出演                                |
| 2008      | テュロック Turok                                              | ケイン                               | テレビゲーム、声の出演                                                       |
| 2010      | ほぼ冒険野郎 マクグルーバー MacGruber                         | ジム・フェイス                       |                                                                              |
| 2012      | アベンジャーズ The Avengers                                   | ギデオン・マリック安全保障理事会委員 |                                                                              |
| 2012      | ガンズ・アンド・ギャンブラー Guns, Girls and Gambling         | 牧場主                               |                                                                              |
| 2012-     | ナッシュビル Nashville                                        | ラマー・ワイアット                   |                                                                              |
| 2013      | シン・シティ 復讐の女神 Sin City: A Dame to Kill For          | ロアーク上院議員                     |                                                                              |
| 2015-2016 | エージェント・オブ・シールド Agents of S.H.I.E.L.D.           | ギデオン・マリック                   | シーズン3の10エピソードに出演                                                |